# Tibolci
Tibolci so naselje v Občini Gorišnica.